# Немец, Олег Фёдорович
Олег Фёдорович Немец (13 февраля 1922, Киев — 29 мая 2002) — украинский физик, доктор физико-математических наук, Профессор, Академик НАНУ.

## Биография
Олег Немец родился в Киеве в семье врачей. Весь его творческий путь связан с Академией наук Украины. В 1949 году выпускник Киевского политехнического института начал работать инженером в Институте физики. Одновременно учился в аспирантуре под руководством академика А. К. Вальтера, защитил кандидатскую, а впоследствии и докторскую диссертации. Занимал должности ученого секретаря, заведующего отделом ядерных реакций, заместителя директора учреждения.
В 1970 году Олег Федорович перешёл на постоянную работу в только что организованного Института ядерных исследований на должность заведующего отдела ядерных реакций, а с 1974 г. в течение десяти лет возглавлял этот институт. Затем работал главным научным сотрудником в отделе ядерных реакций.
Олег Федорович умер 29 мая 2002 года в возрасте 80 лет.

## Научная деятельность
Творческое наследие ученого охватывает широкий круг вопросов из ядерной физики, атомной энергетики, охраны окружающей среды. Весомые результаты получены в опытах по рассеянию нейтронов и заряженных частиц ядрами. В частности, определены важные для проектирования ядерных реакторов ядерные константы, измерены полные и дифференциальные сечения некоторых ядерных реакций, в том числе многочастичных. Совершенное экспериментальное оборудование, созданное ученым и его учениками, позволило впервые в мире наблюдать ряд физических явлений, которые имеют принципиальное значение для развития фундаментальной ядерной физики. Как следствие — обнаружен рост сечения расщепления дейтронов на магических ядрах (эффект Немца), определена зависимость параметров двуфрагментарного взаимодействия, что наблюдается в многочастичных реакциях, от влияния кулоновского и ядерного полей сопутствующих продуктов реакции. За выдающиеся результаты в исследовании магнитных моментов ядер учёный был удостоен премии имени К. Д. Синельникова НАН Украины (1973).
Значительное внимание Олег Федорович уделял практическому применению ядерно-физических методов исследований в таких отраслях, как атомная энергетика, радиационное материаловедение, полупроводниковая электроника, радиобиология, сельское хозяйство. В частности, под его руководством разработана методика отбора зерен пшеницы с повышенным содержанием белка. Существенная часть этих и других работ ведется на изохронном циклотроне У-240, к созданию и модернизации которого Немец приложил немало усилий.
Много энергии отдал учёный воспитанию и подготовке научных кадров. Им создана научная школа по ядерных реакций, которая насчитывает 12 докторов и 35 кандидатов наук. Он является автором трех монографий, справочников и учебников для студентов, автором и соавтором более 350 научных трудов. Долгие годы Олег Федорович успешно сочетал научно-исследовательскую работу с педагогической, преподавая в Киевском государственном университете, и научно-организационной, принимая участие в работе ученых советов ИЯИ НАН Украины, Киевского национального университета имени Тараса Шевченко и Бюро Отделения физики и астрономии Президиума НАН Украины.

## Премии и награды
Немец — лауреат Государственной премии Украины в области науки и техники, награждён двумя орденами Знак Почета и орденом «За заслуги» третьей степени.